# Hyundai Scoupe
Hyundai Scoupe — 2-дверний автомобіль з кузовом типу купе на базі Hyundai Pony. Назва, походить від суміші двох слів «sporty» та «coupe». У Великій Британії та інших країнах він відомий як «S Coupé». Автомобіль продавався в США з грудня 1988 по 1995 рік. 84-сильний 1,5 літровий двигун Mitsubishi G15B I4 передає обертаючий момент на передні колеса через 5-ступінчасту механічну коробку або 4-ступінчасту автоматичну коробку передач.
У 1993 році модель модернізували, змінивши передні фари, бампер, крила та капот. Тепер на автомобіль почали встановлювати власний 1,5-літровий 12-клапанний двигун сімейства Alpha потужністю 90 к.с. або версію з турбонадувом і інтеркулером потужністю 115 к.с.
|                            |
| Hyundai Scoupe (1993-1995) |

|                            |
| Hyundai Scoupe (1993-1995) |

|  |
|  |

## Двигуни
- 1.5 л Mitsubishi G15B I4 84 к.с.
- 1.5 л Alpha 12v I4 90 к.с.
- 1.5 л Alpha 12v turbo I4 115 к.с.